# Kommunisten
Kommunisten è un film del 2014 diretto da Jean-Marie Straub basato anche sulla novella Le Temps du mépris di André Malraux. Il film venne realizzato integrando il girato con estratti da precedenti film del regista e con la lettura di testi di André Malraux, Elio Vittorini, Franco Fortini, Friedrich Hölderlin in diverse lingue (francese, italiano e tedesco).

## Trama
Il film è in sei parti di cui cinque tratte da precedenti film del regista, realizzando un racconto dell'umanità del secolo scorso e di quello in corso sul tema della pace.